# Tramea onusta
La libélula de alforjas rojas (Tramea onusta) pertenece a la familia de las libélulas rayadoras (Libellulidae). Tiene una distribución amplia y es común localmente dentro de su territorio, incluyendo áreas naturales protegidas, no hay indicios de declive poblacional 1. Como las otras especies del género presenta un vuelo estable y alto, generalmente no descendiendo a menos de 2 m de altura 2. Perchan en la punta de pastos altos y ramas donde tengan una clara visión de intrusos en campos abiertos o alrededor de estanques 2.

## Clasificación y descripción de la especie
El género Tramea se compone de 24 especies, 10 de las cuales se distribuyen en el nuevo mundo, este grupo se distribuye prácticamente por todo el mundo, con excepción de Europa y Asia 3. T. onusta tiene una coloración general roja; la cara es café claro, esta se vuelve roja en machos maduros; el tórax es café; Las alas traseras tienen una banda café con el borde irregular que generalmente no se extiende más allá del asa anal; el abdomen es café amarillento en las hembras, en machos maduros se vuelve rojo, los segmentos 8-10 son negros dorsalmente 2.

## Distribución de la especie.
Bahamas; Belice; Bonaire, Sint Eustatius y Saba; Canadá (Ontario); Islas Caimán; Costa Rica; Cuba; Curaçao; República Dominicana; Guadalupe; Guatemala; Honduras; México (Baja California, Baja California Sur, Chiapas, Colima, Guerrero, Hidalgo, Jalisco, Distrito Federal, Morelos, Nayarit, Nuevo León, Oaxaca, Puebla, Quintana Roo, San Luis Potosí, Sinaloa, Sonora, Tabasco, Tamaulipas, Veracruz, Yucatán); Nicaragua; Panamá; E.U.A. (Alabama, Arizona, Arkansas, California, Colorado, Florida, Georgia, Illinois, Indiana, Iowa, Kansas, Kentucky, Luisiana, Maryland, Míchigan, Minnesota, Misisipi, Misuri, Nebraska, Nevada, New Hampshire, New Jersey, Nuevo México, North Carolina, Ohio, Oklahoma, South Carolina, South Dakota, Tennessee, Texas, Utah, Virginia, Wisconsin); Venezuela; Virgin Islands1.

## Hábitat
Esta especie se encuentra en lagos, estanques, canales, zanjas y grandes remansos de ríos. Probablemente tiene mayor éxito reproduciéndose en cuerpos de agua sin peces, como en charcas temporales 1.

## Estado de conservación
Se considera como especie de preocupación menor en la lista roja de la IUCN 1.